# Jeroen van den Berk
Jeroen van den Berk (Eindhoven, 1979) werkt voor de KNVB als hoofdredacteur van de media-afdeling en is voormalig perschef van PSV. Voorheen werkte hij als hoofdredacteur van de media-afdeling van de voetbalclub, waar hij in totaal twaalf seizoenen werkzaam is geweest. Daarvoor werkte hij als journalist voor onder meer het Eindhovens Dagblad, het Algemeen Dagblad en het ANP.
Van den Berk is auteur van drie sportboeken; Het Kanon (een gedetailleerde biografie over het leven van topscorer Coen Dillen, gepubliceerd in oktober 2006), PSV 1988 ('reconstructie van het gouden jaar', waarin PSV niet alleen de landstitel behaalde, maar ook de KNVB beker en de Europacup I won, gepubliceerd in april 2008) en De Aanvoerder, over aanvoerderschap en leiderschap in voetbal. Hij is co-auteur van PSV 100, het officiële jubileumboek over 100 jaar Philips Sport Vereniging 1913-2013, verschenen in november 2013. Het boek ‘PSV 1988’ won de Nico Scheepmaker Beker Publieksprijs als Beste Sportboek van 2008.
Privé is Van den Berk als speler actief in het American football (2001-heden). Met de Maastricht Wildcats won hij in 2007 en 2011 het Nederlands Kampioenschap. Die club werd in 2008 en 2010 vice-kampioen van Nederland.